# Концевич Авдій Васильович
Отець Авдій  Васильович Концевич (1868 — 19??) — священник, член Державної думи Російської імперії I скликання від Волинської губернії.

## Біографія
За національністю — українець. 1888 року закінчив Волинську духовну семінарію  за другим розрядом. Служив священником у селі Седлище Ковельського повіту Волинської губернії. Належав до Союзу 17 жовтня.
15 квітня 1906 р. обраний до Державної думи Російської імперії I скликання від загального складу вибірників Волинського губернського виборчого збору. Увійшов до фракції «Союзу 17 жовтня». 2 травня 1906 разом з Гейденом, Єрогіним і Способним приєднався до пропозиції 48 депутатів-селян Думи відкласти обговорення адреси у відповідь наступного дня. Під час обговорення проєкту адреси у відповідь вніс поправки з питання про Державну раду та з питання про задоволення вимог окремих національностей. Двічі виступав під час обговорення адреси у відповідь.
У 1911—1915 роках був Ковельським повітовим інспектором шкіл та за посадою членом Ковельського повітового відділення Волинського єпархіальної училищної ради.
Подальша доля та дата смерті невідомі. Є повідомлення, що 7 серпня 1938 року священник о. Авдій Концевич служив у православній церкві села Підлужжя однойменного повіту, але чи не ясно це був колишній депутат Першої Державної Думи чи його повний тезка, що нерідко серед духовенства.